# Kranjče
Kranjče so naselje v Občini Cerknica.